# Munitionsversenkungen in Schweizer Seen

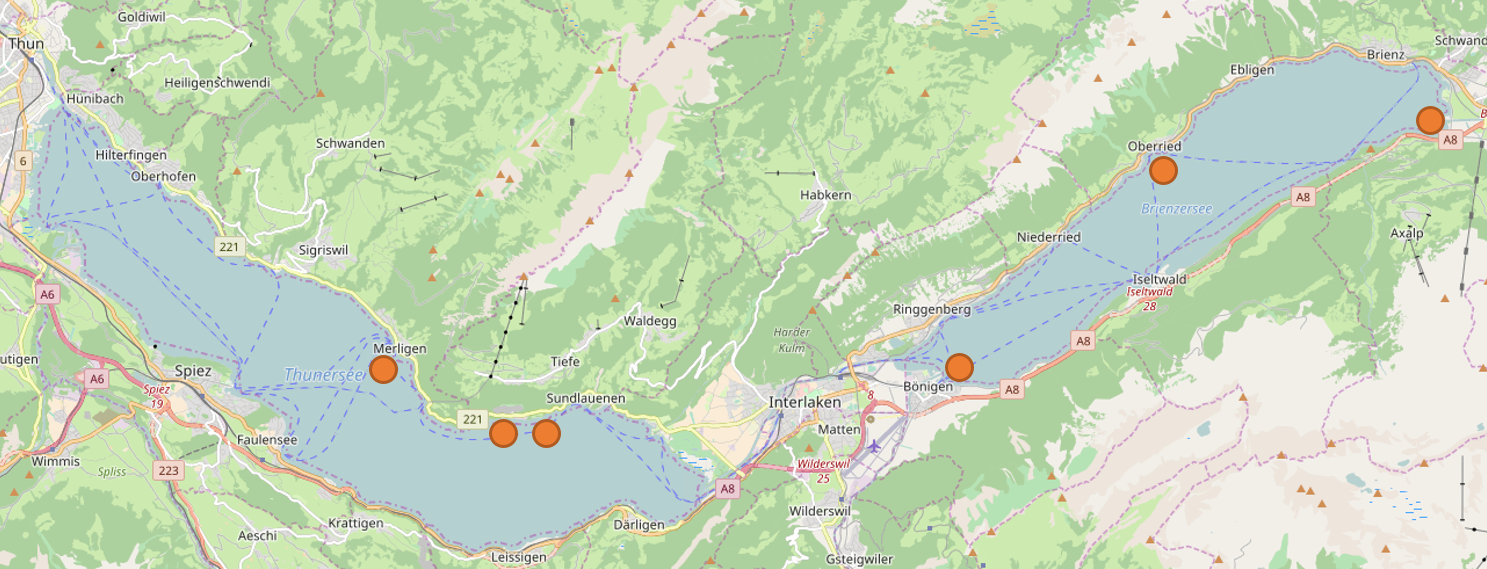
Munitionsversenkungen im Thunersee und Brienzersee

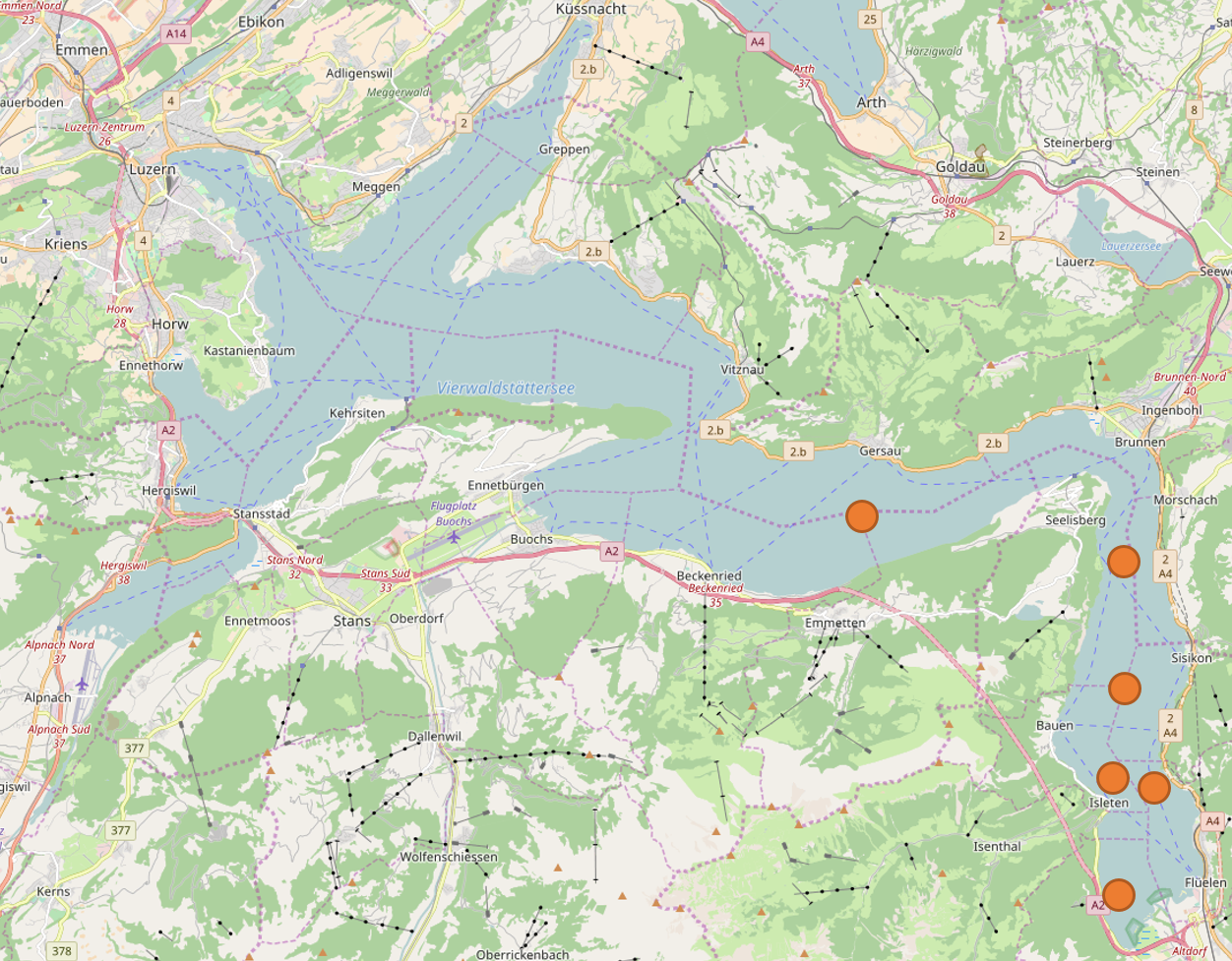
Munitionsversenkungen im Vierwaldstättersee

In den 1940er bis 1960er Jahren versenkten die Schweizer Armee und private Unternehmen grosse Mengen nicht mehr benötigter Munition im Thunersee, Brienzersee, Vierwaldstättersee und Genfersee. Ihre weitere Lagerung galt nach Explosionsunglücken wie in Mitholz 1947 als nicht mehr sicher. Im Jahr 2012 entschieden die Bundesbehörden, auf eine Bergung und Entsorgung dieser Munition zu verzichten, da diese keine Gefahr für Mensch und Umwelt darstelle, die Bergung dagegen gefährlich und aufwändig wäre.

## Versenkungen
Ein Bericht der Armee aus dem Jahr 2004 fasst die erfolgten Versenkungen wie folgt zusammen:
- Gestützt auf einen Beschluss des Bundesrats versenkte die Armee zwischen Mai 1948 und Frühjahr 1949 2'500 Tonnen Artilleriemunition (176'000 Schuss) im Thuner-, Brienzer- und Vierwaldstättersee. Es handelte sich dabei um überzählige Bestände des Zweiten Weltkriegs, deren weitere Lagerung nach Explosionsunglücken in Dailly (Mai 1946) und Mitholz (Dezember 1947) als zu gefährlich erachtet wurde. Im Thunersee wurden 1948 und 1949 auch ca. 1'500 Tonnen Rückstände aus dem explodierten Lager Mitholz versenkt.
- Die eidgenössischen Munitionsfabriken Thun und Altdorf versenkten bis in die 1960er Jahre Fabrikationsrückstände, Fehlchargen und Altmunition in den nahen Seen.
- In den 1940er bis 1960er Jahren versenkte die Armee in mehreren Schweizer Seen kleinere Mengen Waffen, Munition oder anderes Material (so 1951 im Walensee rund eine Tonne deutsche Maschinengewehre). Zudem werden in vielen Seen Blindgänger und in Übungen verschossene Munition vermutet.
- Auch durch private Unternehmen erfolgten Munitionsversenkungen.

2019 wurde zudem bekannt, dass private Unternehmen auch im Genfersee zwischen 150 und 1'000 Tonnen Munition versenkten. Munitionsversenkungen durch private Unternehmen fanden auch im Zürichsee statt. Zudem liegen im Rotsee Tausende von Handgranaten, nachdem 1916 ein Munitionslager am Ufer explodierte und rund 50'000 Handgranaten in die Umgebung schleuderte.
Insgesamt bestehen damit folgende grössere Munitionsablagerungen:
| See                                  | Kanton(e)         | Gebiet                                                     | Menge           |
| ------------------------------------ | ----------------- | ---------------------------------------------------------- | --------------- |
| Thunersee                            | Bern              | Merligen, Beatenbucht, Balmholz                            | ca. 4'600 t     |
| Brienzersee                          | Bern              | Nase (Seebucht im südöstlichen Seeteil), Bönigen, Oberried | ca. 280 t       |
| Vierwaldstättersee (Urnersee)        | Uri, Schwyz       | Axenwand, Bauen-Sisikon, Isleten, Bolzbach, Rütli          | ca. 2'800 t     |
| Vierwaldstättersee (Gersauer Becken) | Schwyz, Nidwalden | zwischen Gersau und Emmetten                               | ca. 530 t       |
| Genfersee                            | Genf, Waadt       | unbekannt                                                  | 150 bis 1'000 t |
| Rotsee                               | Luzern            | unbekannt                                                  | unbekannt       |
| Zürichsee                            | Zürich            | "Züricherbecken" und Seemitte                              | ca. 90 t        |

## Untersuchungen und die Frage der Bergung
Zwischen 2006 und 2010 untersuchten die Bundesbehörden die Auswirkungen der versenkten Munition und die Frage ihrer Bergung. Sie stellten fest, dass die Munition inzwischen 25 cm bis 2 m unter dem Seeboden lag, da sie durch Ablagerungen überdeckt wurde. Einzelne versuchsweise geborgene Geschosse waren in noch praktisch neuwertigem Zustand.
Im Februar 2012 teilte die Armee mit, dass in Absprache mit den betroffenen Kantonen auf eine Bergung und Entsorgung der Munition verzichtet werde. Analysen der Seeablagerungen und des Seewassers hätten keine Hinweise auf Schadstoffe ergeben, die auf die versenkte Munition zurückzuführen wären. Eine Bergung sei problematisch, da dafür keine erprobten Technologien bestünden und die Bergung mit Explosionsgefahr sowie weiträumigen Sperrungen der Seen verbunden wäre. Die versenkte Munition werde aber regelmässig überwacht.
Filmaufnahmen einer französischen Umweltschutzorganisation vom Herbst 2019 zeigten auf dem Grund des Genfersees weitere Munitionsbestände.  Die Kisten sind auf dem Seegrund teils geöffnet und ihr Inhalt liegt offen; die Munition ist nicht, wie bisher vermutet, von einer Sedimentschicht bedeckt. Eine Ansammlung von Munition wurde in 50 Meter Tiefe gefunden, rund 150 Meter von einer Gasleitung und einer Trinkwasserentnahmestelle entfernt. Bund und Kanton Genf diskutieren 2020 das weitere Vorgehen. Das Bundesamt für Rüstung startete im August 2024 einen Ideenwettbewerb zur möglichen Bergung der Munition, welcher im Februar 2025 endet.